# 尹德
尹德（穆麟德轉寫：yende，1670年—1727年），又名音德:236、殷德:249，鈕祜祿氏，滿洲鑲黃旗人。後金開國五大臣之額亦都之孫、一等恪僖公遏必隆第六子:236。清朝武官。
根据《开国佐运功臣弘毅公家谱》等文献记载，尹德生于康熙九年（1670年），生母是侧室舒舒觉罗氏。两位同母姐孝昭仁皇后、温僖贵妃为康熙帝后妃:249。尹德自佐領授侍衛之職，1690年代跟從康熙帝亲征噶爾丹。康熙三十六年（1697年），随侍保衛康熙帝到寧夏。再自都統擢升為領侍衛內大臣，兼任議政大臣。
康熙五十一年（1712年），尹德承襲父祖世職為一等精奇尼哈番。雍正二年（1724年），尹德侄兒刑部尚書阿爾松阿被雍正帝以無心效力，奪職削爵，發往盛京，朝廷下令以尹德承襲果毅公。其後又以尹德、夸岱二人俱為領侍衛內大臣。雍正五年（1727年），尹德以病乞求告休，雍正帝准許交還官職。未幾尹德逝世，諡號「愨敬」。
尹德為人恭謹誠樸，宿衛十餘年而未嘗有過失。因為尹德兼承襲圖爾格二等公，每年所得的俸祿收入，平均分給宗族，眾人皆稱頌他的賢德。其後准入祀賢良祠。乾隆元年（1736年），朝廷下詔晉升尹德為一等公。

## 家庭
- 妻，总督董维国之女[2]:236。
- 子策楞、讷亲、阿里袞。